# Championnat du Mali de basket-ball
Le championnat du Mali de basket-ball, appelé Ligue 1 (connue pour des raisons de sponsoring sous le nom de Ligue 1 Orange) est la première compétition de basket-ball pour les clubs au Mali. La ligue est composée de dix équipes. L'équipe la plus décorée de la ligue est la section basket-ball (en) du club omnisport du Stade malien, qui a un record de dix-neuf championnats de ligue. Se déroulant de manière annuelle, la compétition est organisée par la Fédération malienne de basket-ball (FMBB).
Les champions de la ligue sont éligibles pour jouer les tours de qualification de la Ligue africaine de basket-ball (BAL). Ces matchs de qualification sont appelés le Road to BAL.

## Equipes actuelles
Voici les huit équipes de la saison 2019 :
- AS Police
- USFAS Bamako
- Club Attar
- AS Réal Bamako
- Stade malien (en)
- AS Sigui
- Djoliba AC
- AS Mandé
- CBD
- Banque KBC

## Vainqueurs
| Année   | Vainqueur             | Finaliste             | Score des finales | Réf.   |
| ------- | --------------------- | --------------------- | ----------------- | ------ |
| 1992    | Stade malien (en) (1) |                       |                   | [ 2 ]  |
| 1993    |                       |                       |                   |        |
| 1994    | Stade malien (2)      |                       |                   | [ 2 ]  |
| 1995    | Stade malien (3)      |                       |                   | [ 2 ]  |
| 1996    |                       |                       |                   |        |
| 1997    | Stade malien (4)      |                       |                   | [ 2 ]  |
| 1998    | Stade malien (5)      |                       |                   | [ 2 ]  |
| 1999    | Stade malien (6)      |                       |                   | [ 2 ]  |
| 2000    | Stade malien (7)      |                       |                   | [ 2 ]  |
| 2001    | Stade malien (8)      |                       |                   | [ 2 ]  |
| 2002    | Stade malien (9)      |                       |                   | [ 2 ]  |
| 2003    | Stade malien (10)     |                       |                   | [ 2 ]  |
| 2004    | Stade malien (11)     |                       |                   | [ 2 ]  |
| 2005    | Stade malien (12)     |                       |                   | [ 2 ]  |
| 2006    | Stade malien (13)     |                       |                   | [ 2 ]  |
| 2007    |                       |                       |                   |        |
| 2008    |                       |                       |                   |        |
| 2009    | Réal Bamako           | AS Police             |                   | [ 3 ]  |
| 2010    | Réal Bamako           | Stade malien          | 79–62             | [ 4 ]  |
| 2011    | Stade malien (14)     |                       |                   |        |
| 2012    | Stade malien (15)     |                       |                   |        |
| 2013    | Réal Bamako           | USFAS                 | 3–1               | [ 5 ]  |
| 2014    | Stade malien (16)     | AS Police             | 3–1               | [ 6 ]  |
| 2014–15 | Réal Bamako           | Centre Bintou Dembélé | 3–2               | [ 7 ]  |
| 2015–16 | AS Police (1)         | Centre Bintou Dembélé |                   | [ 8 ]  |
| 2016–17 |                       |                       |                   |        |
| 2017–18 | USFAS (1)             | Stade malien          | 3–0               | [ 9 ]  |
| 2018–19 | AS Police (2)         | USFAS                 |                   |        |
| 2019–20 | AS Police (3)         | Attar Club            | 3–1               | [ 10 ] |
| 2020–21 | AS Police (4)         | Attar Club            | 2–0               | [ 11 ] |
| 2021–22 | Stade malien (17)     | AS Mandé              | 3–0               | [ 10 ] |
| 2022–23 | Stade malien (18)     | USFAS                 | 3–0               | [ 11 ] |
| 2023–24 | Stade malien (19)     | AS Police             | 3–1               | [ 12 ] |
| 2024–25 | CRB (1)               | Stade malien          | 3–2               | [ 13 ] |